# Loncopue Airport
Loncopue Airport är en flygplats i Argentina.   Den ligger i provinsen Neuquén, i den sydvästra delen av landet, 1 200 km väster om huvudstaden Buenos Aires. Loncopue Airport ligger 1 051 meter över havet.
Terrängen runt Loncopue Airport är platt västerut, men österut är den kuperad. Trakten runt Loncopue Airport är nära nog obefolkad, med mindre än två invånare per kvadratkilometer.. Närmaste större samhälle är Loncopué, 2,6 km öster om Loncopue Airport.
Omgivningarna runt Loncopue Airport är i huvudsak ett öppet busklandskap.